# Кобилянський Броніслав Володимирович
Бронісла́в Володи́мирович Кобиля́нський (* 18 грудня 1896, село Хотимир, нині Тлумацького району Івано-Франківської області — † 1 липня 1986, Львів) — український мовознавець, педагог. Кандидат філологічних наук (1960).
Брав участь у першій світовій війні.
1926 року закінчив Віденський університет, де здобув ступінь доктора філософії. Працював учителем, з 1944 року викладав, а з 1947 року завідував кафедрою української мови у Станіславі ( нині Івано- Франківськ) у педагогічному інституті.  З 1951 року працював у Львові у педагогічному інституті викладачем, а з 1956 року- завідувачем кафедри української мови.
У 1959—1976 роках працював доцентом кафедри української мови Львівського університету.
Помер у Львові, похований на Брюховицькому цвинтарі.

## Праці
Кобилянський  проводив ряд наукових досліджень у галузі історії української мови, етимології, діалектології. Багато праць науковця залишилося у рукописах.
Автор праць
- із діалектології:
  - «Гуцульський говір і його відношення до говору Покуття» (1928),
  - «Діалект і літературна мова» (1960),
  - «Деякі східнокарпатські архаїзми та історизми української мови» (1967),
  - «Лексичні паралелізми в говорах української і південнослов'янських мов» (1972),
  - «Східнокарпатські міфоніми» (1980),
- з історії української мови:
  - «Лекції з курсу „Історія української літературної мови“» (1965),
- з етимології:
  - «Етимологія деяких українських слів» (1958),
  - «Етимологічні етюди» (1972),
- з культури мови:
  - «Фонетико-орфоепічні норми української літературної мови» (1971),
- з методики навчання української мови,
- з історії мовознавства:
  - «Короткий огляд історії мовознавства» (1964)[1].

Досліджував мову творів письменників:
- «До характеристики лексики поетичних творів Тараса Шевченка» (1955),
- «Роль церковнослов'янізмів у „Кобзарі“ Т. Шевченка» (1961),
- «Мова творів Г. С. Сковороди» (1965),
- ,,Мова ,, Слова о полку Ігоревім''// Рідна мова. Варшава, 1936.
- «Мовностилістичні риси Франкового „Мойсея“» (1966) та ін.
- Кобилянський Б. Гуцульський говір і його відношення до говору Покуття / Бронислав Кобилянський. — Б. м. : б. в., 19–?. — 180 с. [Архівовано 15 Квітня 2021 у Wayback Machine.]